# 4-巯基苯甲酸
4-巯基苯甲酸是一种有机化合物，化学式为C7H6O2S。它可由4-碘苯甲酸和硫化钠在铜和乙二硫醇存在下，在二甲基亚砜中于100 °C反应制得。

## 反应
它和乙酸酐在吡啶存在下于乙醚中反应，可以得到4-乙酰硫基苯甲酸。